# Látrabjarg

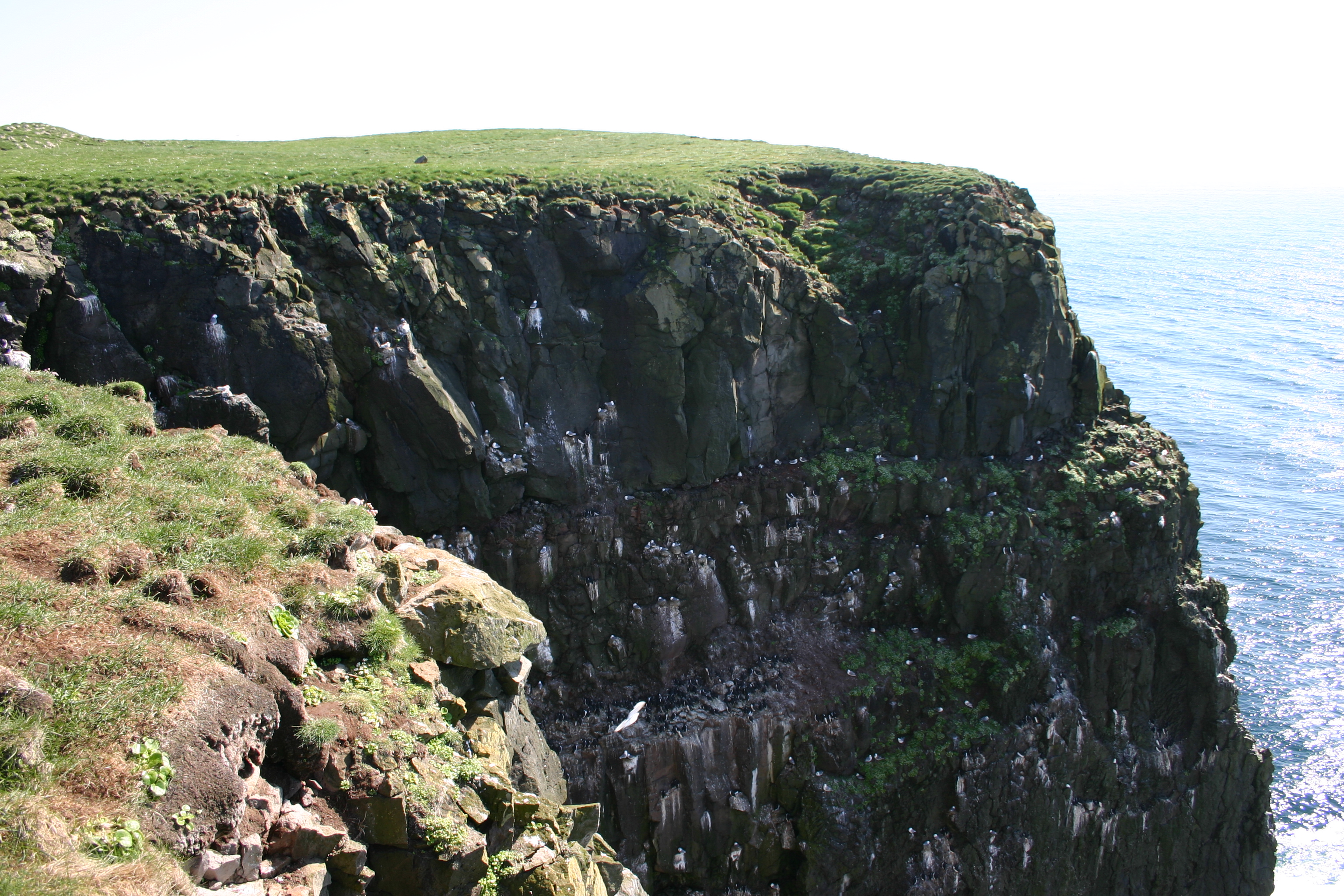

Látrabjarg là vách đá lớn nhất châu Âu thuộc Iceland. Với chiều dài 14 km và cao 440 mét, đây là một phần của tận cực tây châu Âu. Vách đá là nơi có hàng triệu con chim biển, trong đó nổi bật là nơi sinh sống của hải âu cổ rụt, ó biển phương Bắc, chim Alca và cánh cộc mỏ xoắn... Đây là khu vực quan trọng cho sự sống còn của các loài chim này vì chiếm đến 40% số lượng loài chim Alca trên thế giới.

## Liên kết
- Latrabjarg Lưu trữ ngày 22 tháng 9 năm 2010 tại Wayback Machine
- Látrabjarg, Gallery from islandsmyndir.is Lưu trữ ngày 31 tháng 12 năm 2013 tại Wayback Machine